# Lutian, Fujian
Lutian (kinesiska: 芦田)  är en köping i sydöstra Kina. Den ligger i Anxi härad i staden Quanzhou i provinsen Fujian, omkring 190 kilometer sydväst om provinshuvudstaden Fuzhou. Antalet invånare är 12 051. Befolkningen består av 5 658 kvinnor och 6 393 män. Barn under 15 år utgör 20,0 %, vuxna 15-64 år 72 %, och äldre över 65 år 7,0 %.